# Piraquê
Piraquê es un municipio brasilero del estado del Tocantins. Se localiza a una latitud 6°46′25″ S y a una longitud 48°17′49″ O, estando a una altitud de 186 metros. Su población estimada en 2004 era de 3 371 habitantes.
Posee un área de 1178,69 km².